# Museo della civiltà castellana
Il Museo della civiltà castellana di Castel San Niccolò, (inquadrato all'interno dell'Ecomuseo del casentino, nel Sistema della civiltà castellana) è collocato nella piccola chiesa romanica, oggi sconsacrata, di Castel San Niccolò in provincia di Arezzo.